# Саку (посёлок)
Са́ку (эст. Saku) — посёлок в уезде Харьюмаа, Эстония. Находится в одноимённой волости Саку и является её административным центром.

## Географическое положение
Посёлок расположен в 7 километрах к югу от границы Таллина, у железной дороги Таллин—Пярну. Расстояние до центра Таллина — 17 км. Высота над уровнем моря — 45 метров. Через посёлок протекает река Вяэна.
Климат умеренный. Официальный язык — эстонский. Почтовый индекс — 75501.

## История
Поселение сформировалось в начале 20-го столетия вокруг пивоваренного завода, созданного в 1878 году на базе пивоварни мызы Саку, и железной дороги, построенной в 1900 году. Первые упоминания о мызе Саку датируются 1421 годом (Датская поземельная книга). На 1914 год было запланировано начало создания великолепного садового городка императорского дома Романовых на землях между нынешним Саку и железнодорожной станцией в Мяннику, однако реализации этого проекта помешала начавшаяся война.
В Саку работает один из крупнейших производителей пива в стране — Сакуский пивоваренный завод. При Сакуском пивоваренном заводе работает бар-музей.
С 2005 года посёлок Саку носит титул эстонской столицы пивной культуры.

## Население
По данным переписи населения 2021 года, в посёлке проживали 4706 человек, из них 4433 (94,3 %) — эстонцы.
По данным волостной управы по состоянию на 1 января 2020 года в посёлке проживали 4748 человек, из них 2320 мужчин и 2428 женщин.
По данным переписи населения 2011 года число жителей посёлка составило 4549 человек, 4 243 (93,3 %) из них — эстонцы. По числу жителей в 2000 году Саку был первым посёлком в Эстонии, в 2011 году — третьим после Хаабнеэме и Лаагри.
Численность населения посёлка Саку:
| Год  | 2000 | 2009   | 2010   | 2011   | 2012   | 2013   | 2018   | 2020   | 2021   |
| Чел. | 4104 | ↗ 4712 | ↘ 4669 | ↘ 4549 | ↗ 4606 | ↘ 4497 | ↗ 4545 | ↗ 4748 | ↘ 4706 |

## Инфраструктура
Посёлок Саку — это промышленно-научный регион, его инфраструктуру формируют пивзавод, Эстонский институт земледелия, Исследовательский центр растительной биотехнологии Эстонского университета естественных наук и Центр сельскохозяйственных исследований. В Саку находится Департамент сельского хозяйства и несколько научных обществ.
Посёлок является узловым пунктом автобусного сообщения волости Саку, в нём есть железнодорожная станция.
В посёлке есть центральное водо- и теплоснабжение, уличное освещение. Осуществлена реконструкция трубопровода, построенного ещё в советское время.
Здесь работают 2 волостных детских сада: «Пяйкесекильд» («Päikesekild») и «Тераке» («Terake») и Сакуская гимназия.
Численность учащихся Сакуской гимназии*:
| Год  | 2003 | 2010  | 2011  | 2012  | 2013  | 2014  |
| Чел. | 978  | ↘ 833 | ↗ 859 | ↗ 873 | ↘ 867 | ↗ 895 |

*В том числе дети школьного возраста из других самоуправлений.
В помещениях гимназии работает музыкальная школа, в которой по состоянию на 1 мая 2014 года было 169 учеников. На третьем этаже здания волостной управы Саку работает Центр по интересам, в котором насчитывается 12 коллективов народной культуры и множество различных кружков; на первом этаже здания располагается волостная библиотека.
В 2013 году был основан Спортивный центр волости Саку. В число его объектов входят: плавательный бассейн (длина дорожки 25 м, площадь 421,5 м2), зал для игр с мячом 625 м2), атлетический зал (143 м2), зал для аэробики (178,7 м2) и гимнастический зал (193,3 м2), стадион с полноразмерным футбольным полем (68 x 105 м), тартановой беговой дорожкой и сектором для метания ядра. Стадион был построен в 2008 году, в 2011 году находился в хорошем состоянии, но требовал реновации. На нём имеется футбольное поле с натуральным травяным покрытием, площадка для пляжного футбола, беговая дорожка. В посёлке есть теннисный комплекс: две теннисных площадки, теннисный дом с комнатами для отдыха и раздевалками. В 2011 году был основан Молодёжный центр волости Саку, организованная работа которого ведётся в посёлках Саку и Кийза.
В 2001 году в здании по адресу Парги, 27 был открыт Дневной центр Саку, целью которого является оказание социальных услуг жителям с особыми потребностями и семьям волости, а также предоставление возможностей для занятий по интересам. Площадь помещений центра составляет 350 м2.
В посёлке работает Центр здоровья, в котором услуги первой медицинской помощи оказывают 7 семейных врачей. Там есть также возможность попасть к врачу-специалисту и стоматологу. Есть аптека и почтовая контора.

## Достопримечательности
- Главное здание и парк мызы Саку;
- Сакуская пивоварня и музей пива.

## Известные личности
- Николай Людвиг Ребиндер (Nikolai Ludwig Rehbinder, 1823—1876) — офицер Российского императорского флота, поэт и писатель. Родился в Саку[8].
- Яак Урмет — писатель. Родился в Саку.
- Эвелин Ильвес — предпринимательница, жена президента Эстонии Тоомаса Хендрика Ильвеса. Училась в Саку.
- Анне Реэманн — актриса. Родилась в Саку.
- Грит Шадейко — легкоатлетка. Родилась в Саку.

## Галерея

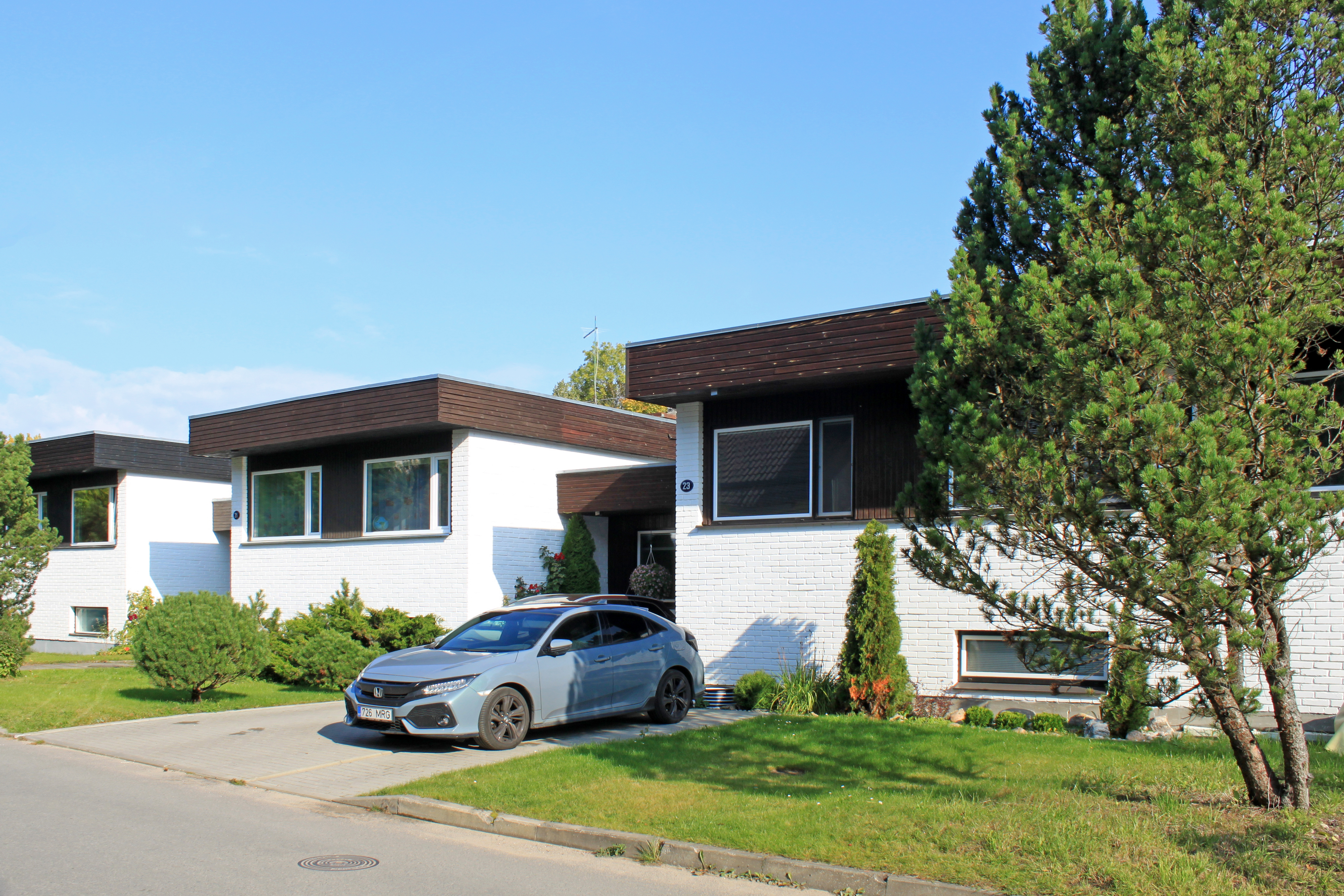
Рядные жилые дома в Саку
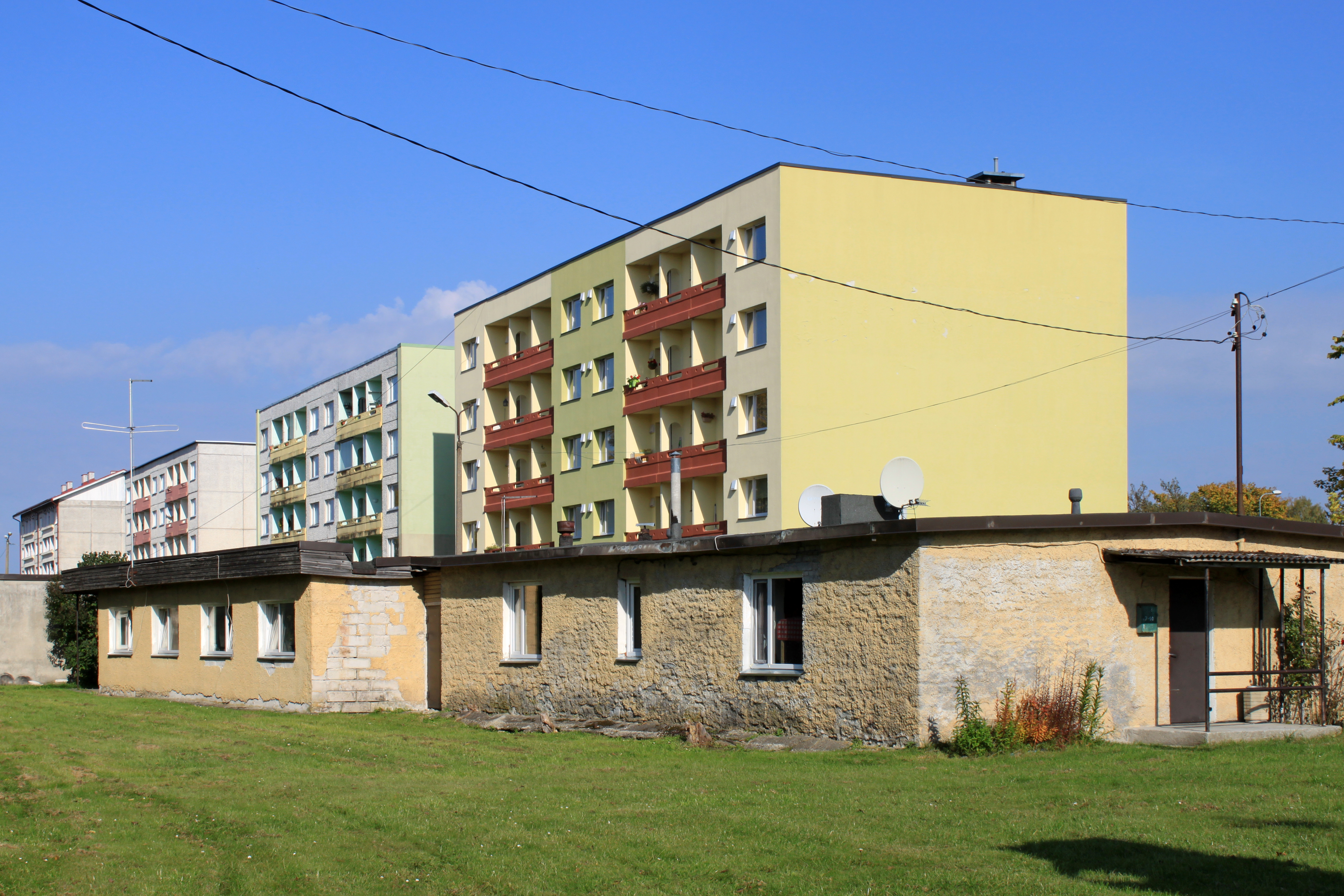
Многоквартирные жилые дома в Саку
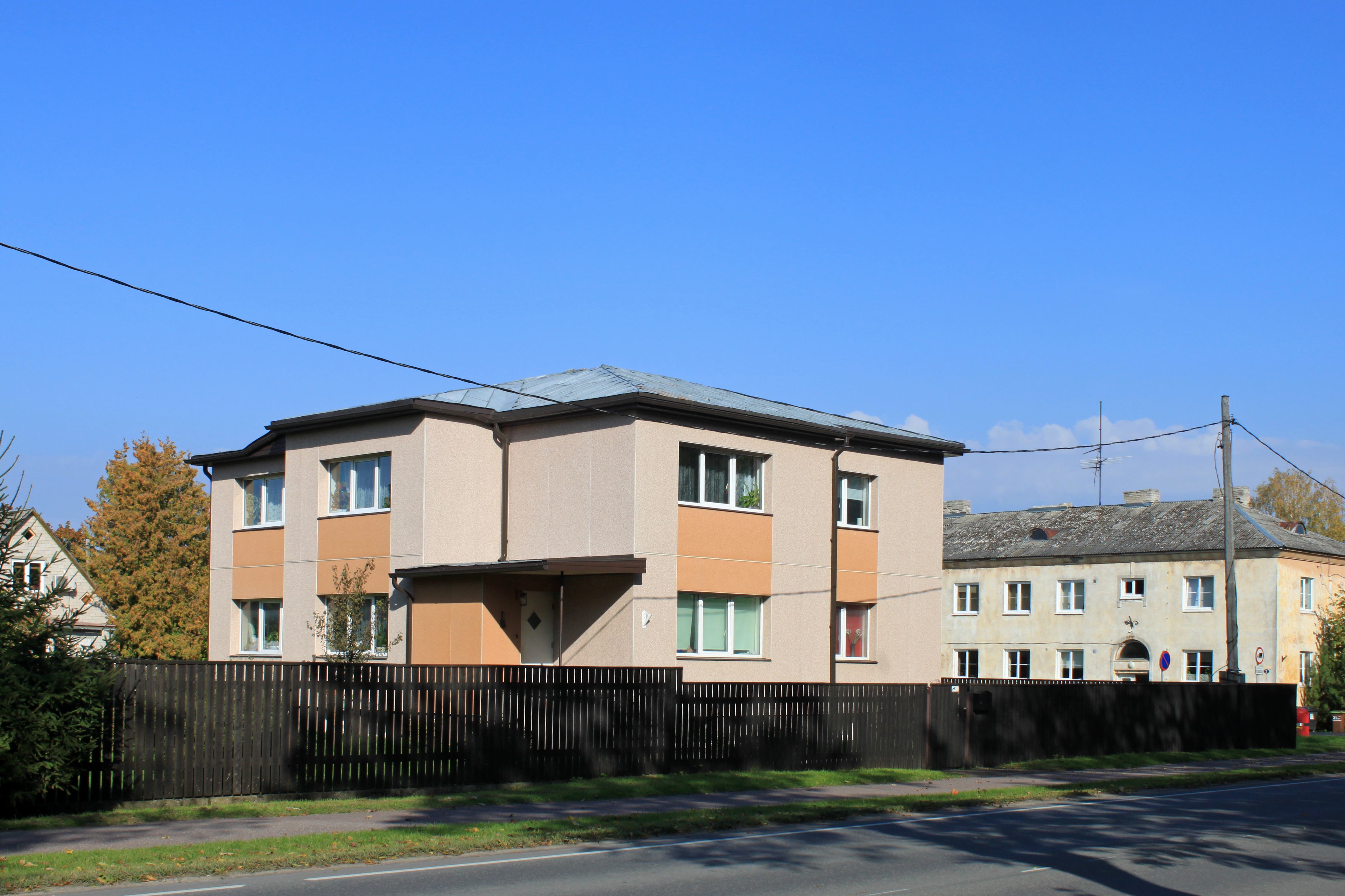
Таллинское шоссе в Саку
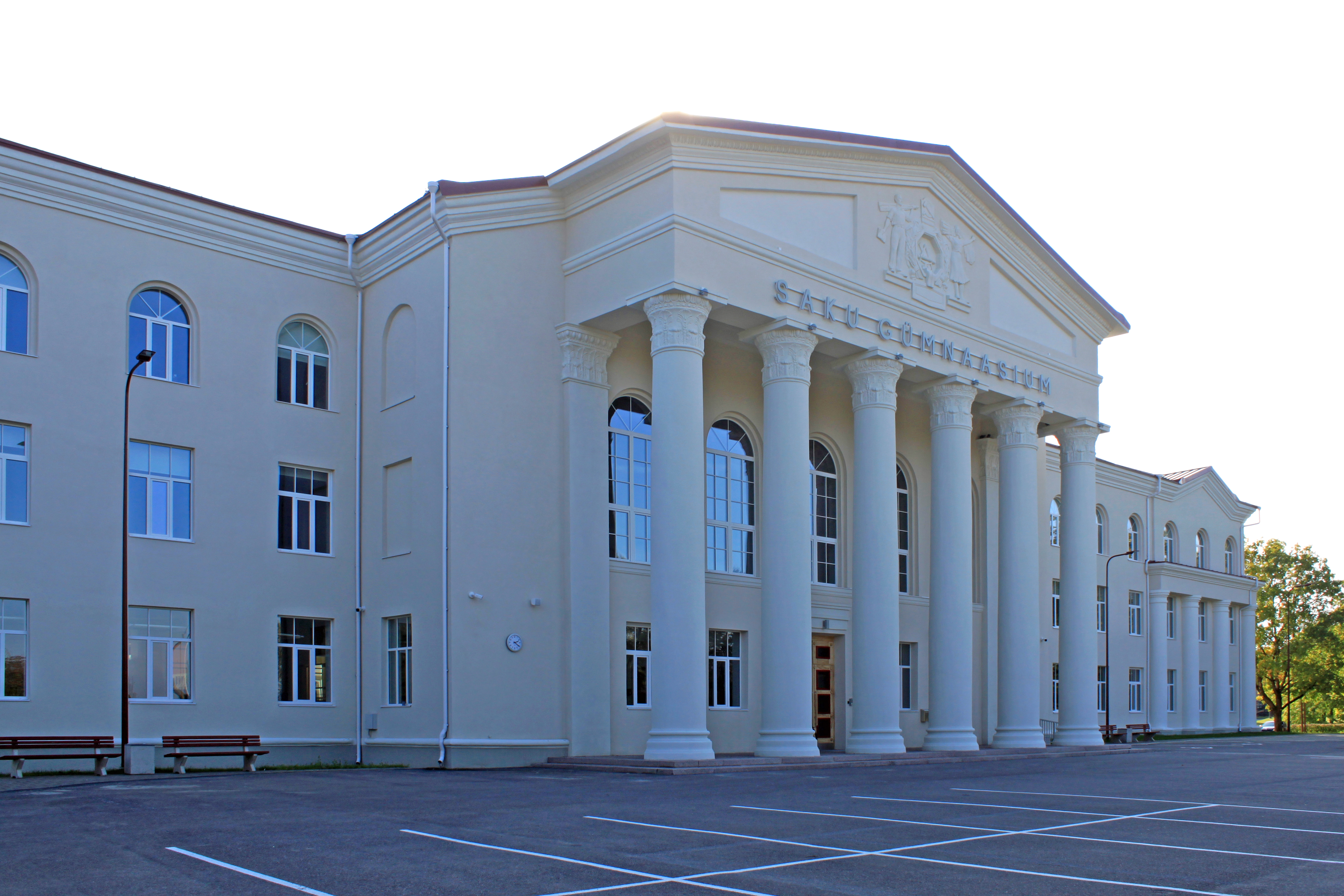
Гимназия Саку
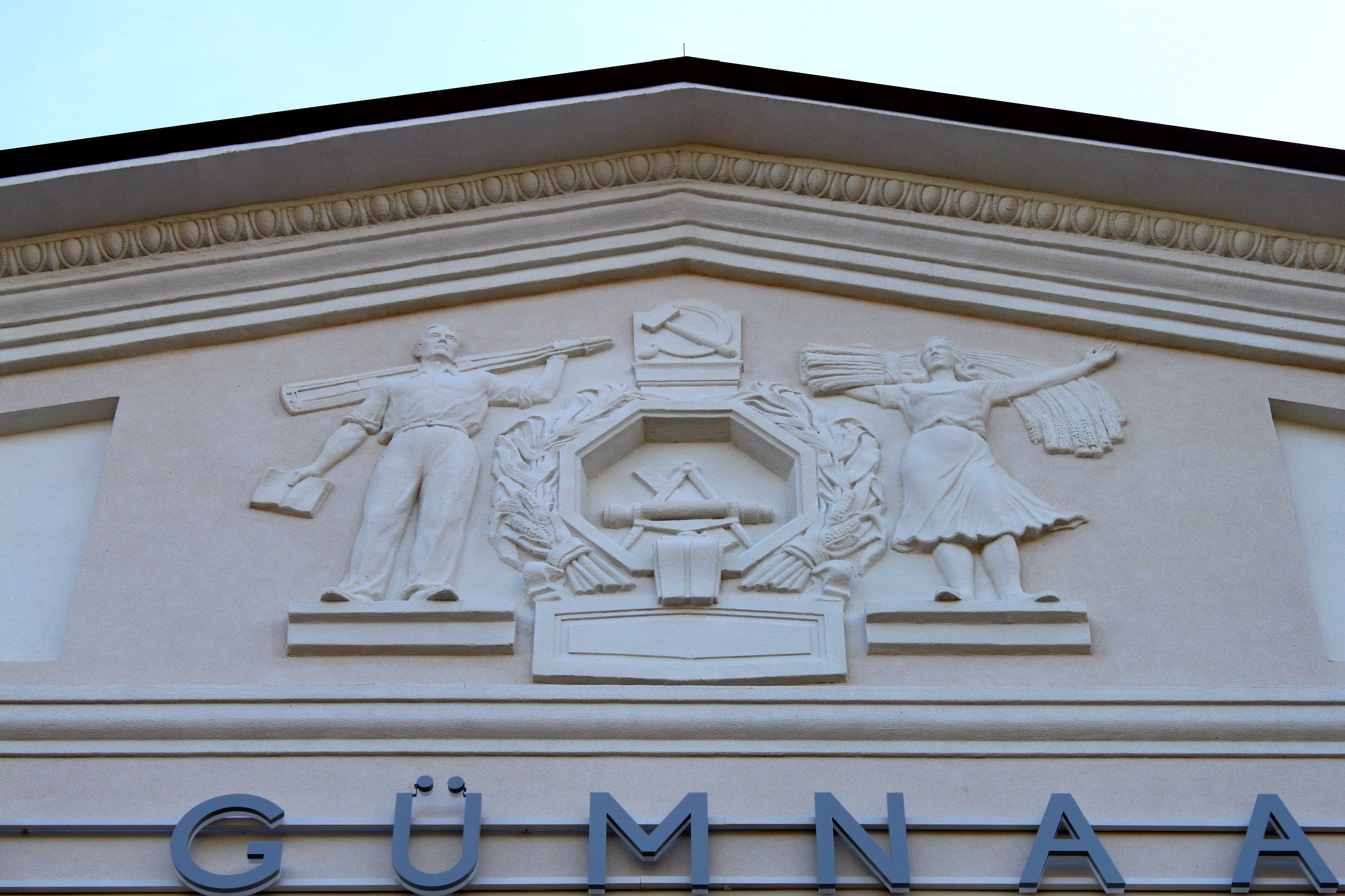
Фронтон здания гимназии
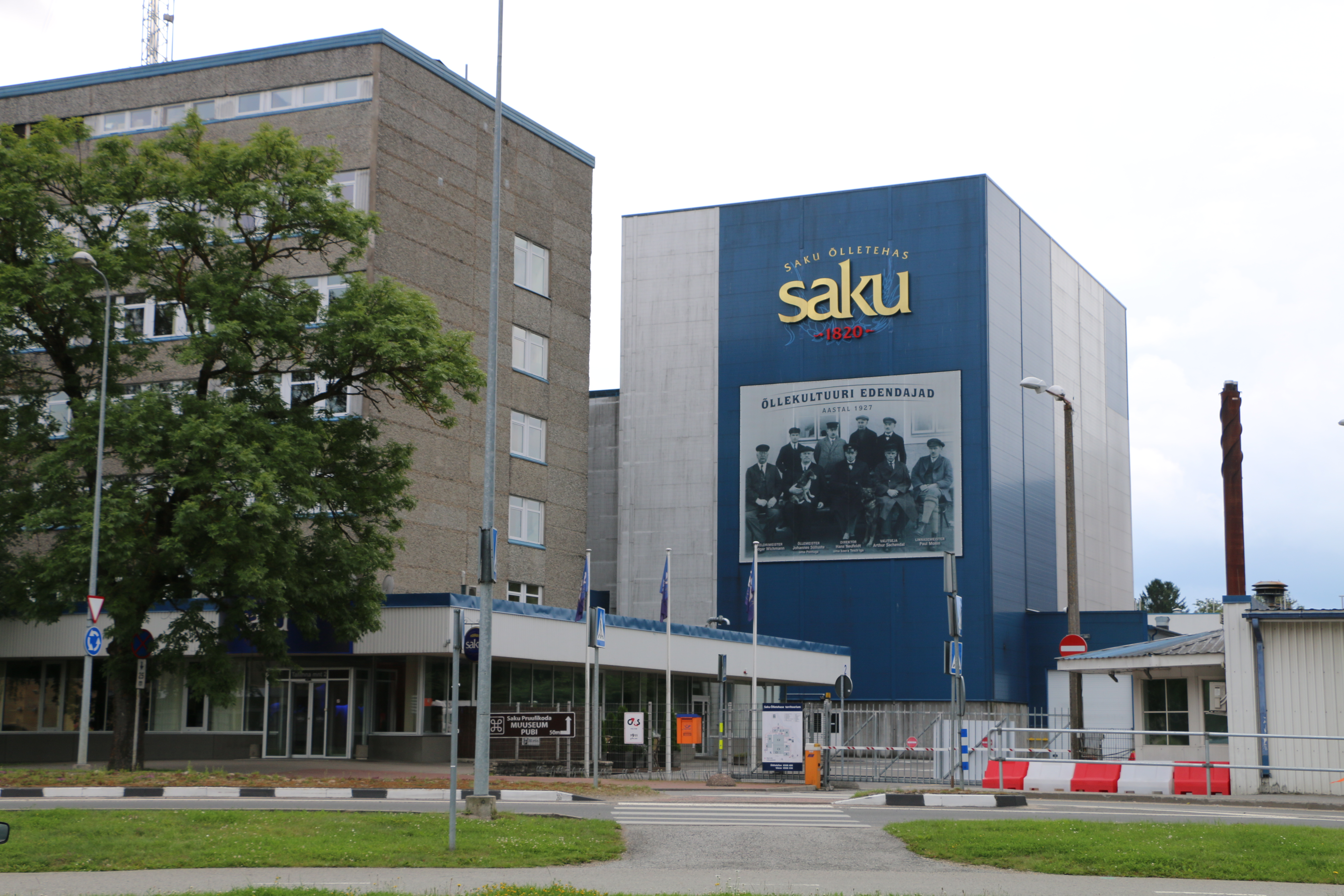
Сакуский пивоваренный завод
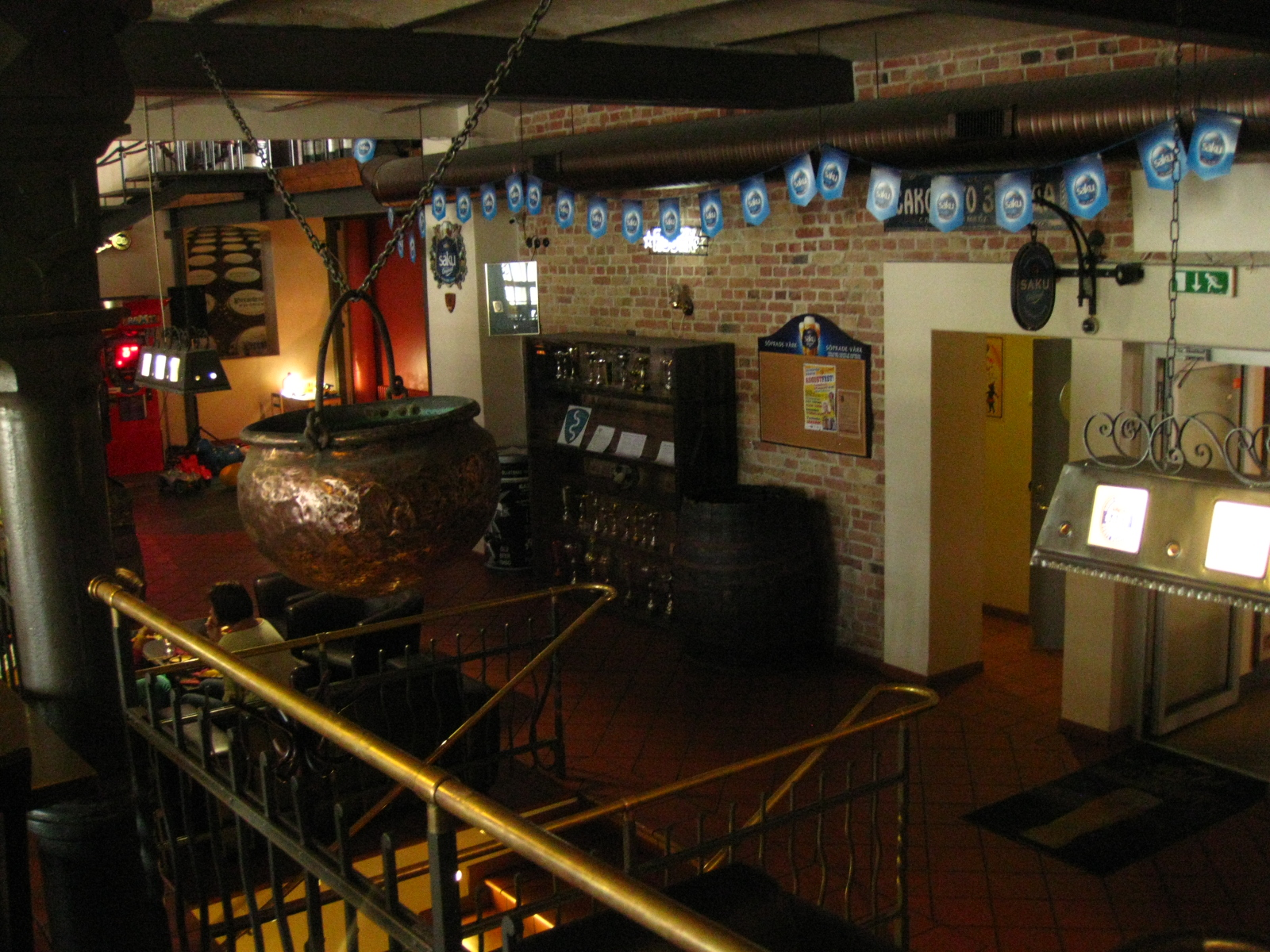
Бар-музей пивоваренного завода
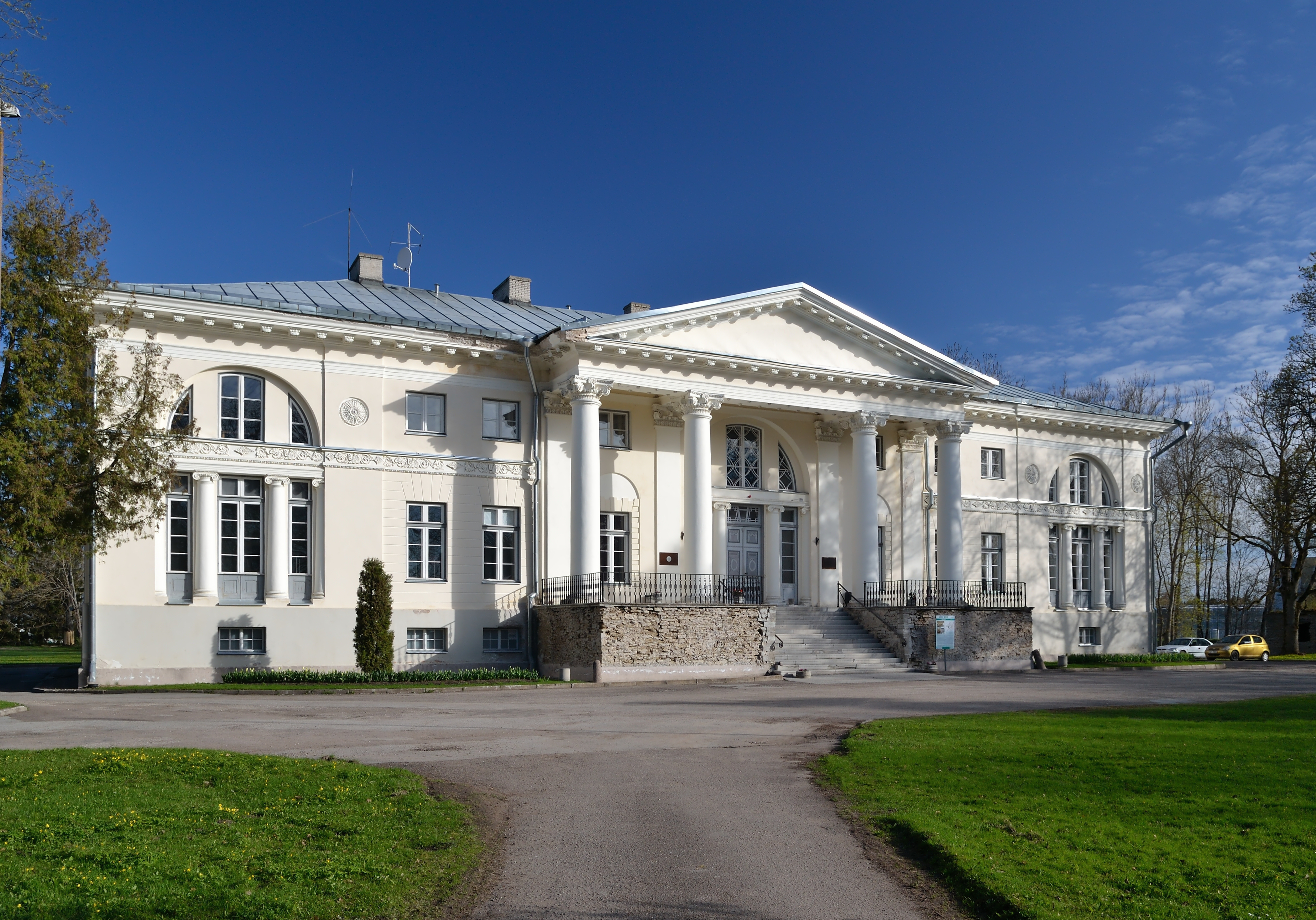
Мыза Саку
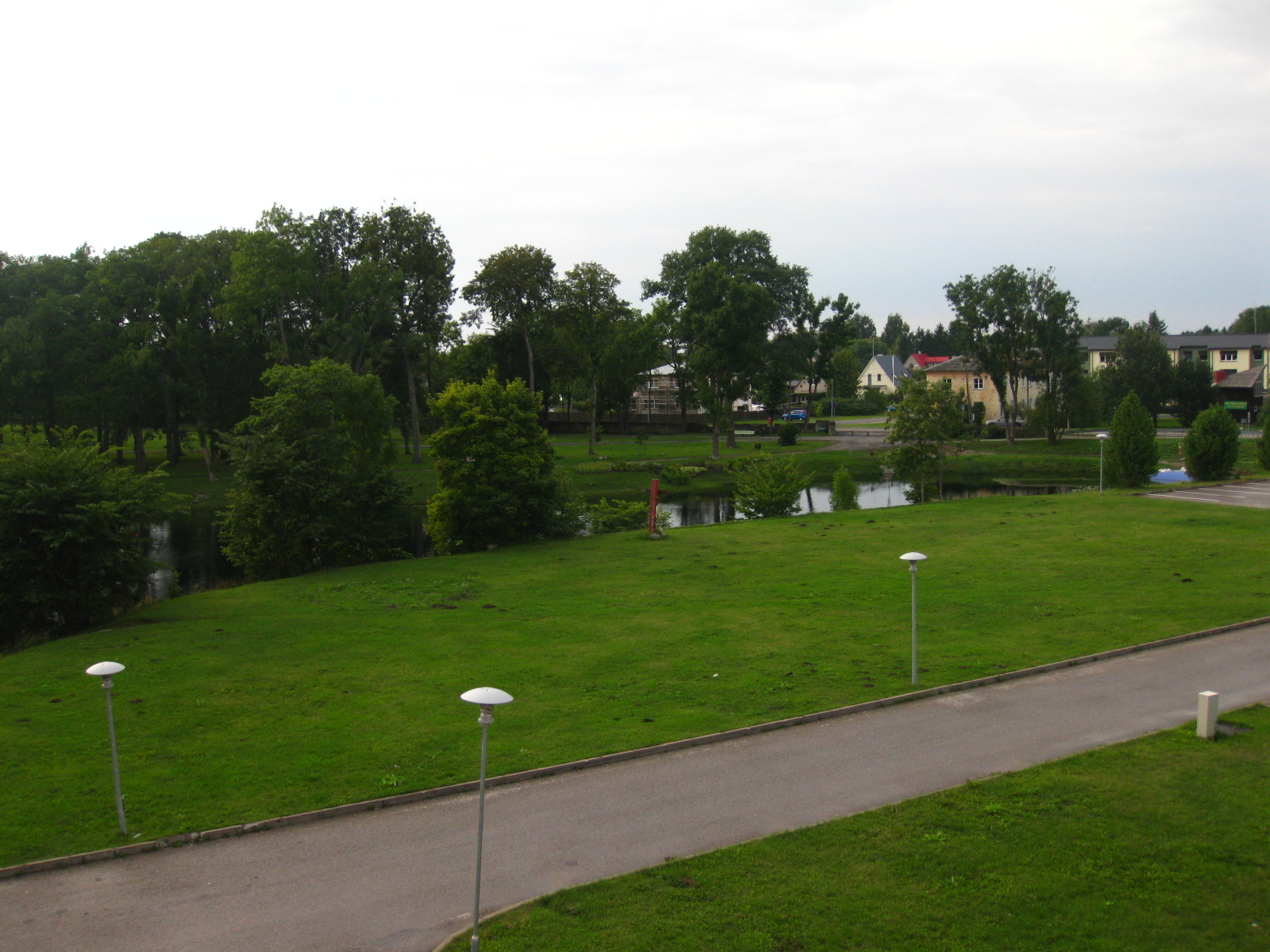
Парк в Саку
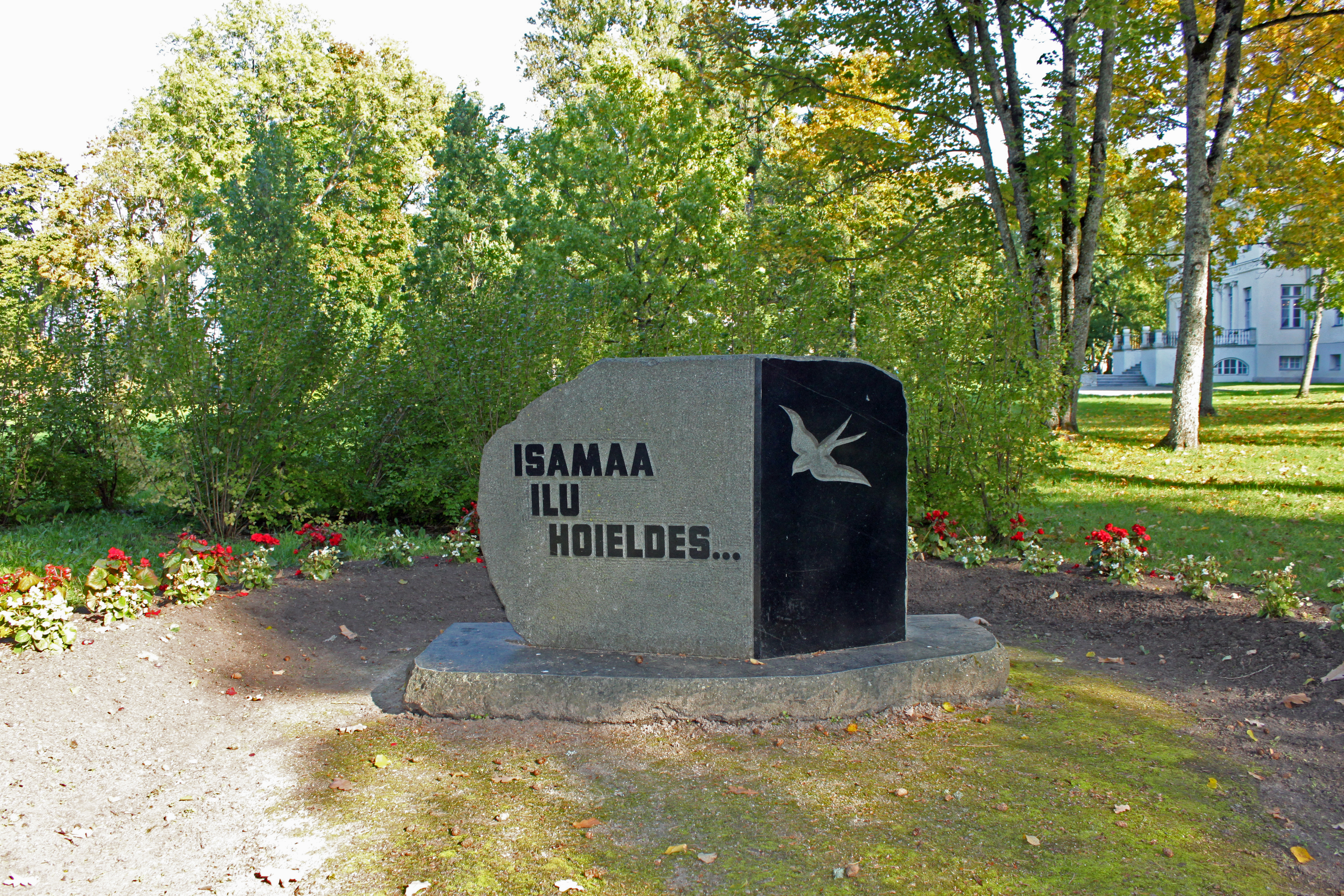
Памятный знак "Isamaa ilu hoieldes" рядом с мызой Саку**

**"Isamaa ilu hoieldes"(«Храня красоту отчизны») — эстонская песня, представленная певцом Иво Линна во времена «Поющей революции». Часто исполняется на Эстонских праздниках песни.